# Centule V. de Béarn
Centule V. de Béarn (francuski: Centulle V de Béarn; ubijen 1090.) bio je francuski plemić, vikont Béarna te grof Bigorre de iure uxoris. Nije nam poznato kada je rođen; moguće je da to uopće nije ni zabilježeno.
Njegovi roditelji su bili dama Adelajda (francuski: Adélaïs) i njen muž, vikont Gaston III. de Béarn, koji je nazvao Centulea po svojem ocu, vikontu Centuleu IV. de Béarnu. 
Moguće je da je Centule imao dvije sestre ili polusestre.
Centuleova je prva supruga bila žena zvana Gisla. Par se rastao zbog bliskog krvnog srodstva te je Centule morao vršiti posebnu pokoru po nalogu pape. Moguće je da je Gisla postala časna sestra nakon rastave.
Centule i Gisla su nakon konzumacije braka dobili samo jedno dijete, sina Gastona IV.
Druga supruga vikonta Centulea bila je grofica vladarica Beatrica I. od Bigorre. Vjenčani su 1077. god. Ovo su njihova djeca:
- Bernard III. od Bigorre[6]
- Centule II. od Bigorre, otac grofice Beatrice II.

Centule i njegova druga supruga izvršili su nekoliko donacija samostanima.